# Friesach
Friesach est une ville autrichienne du district de Sankt Veit an der Glan en Carinthie. C'est la plus ancienne ville dans le pays qui concentre de nombreux bâtisses médiévales.

## Géographie

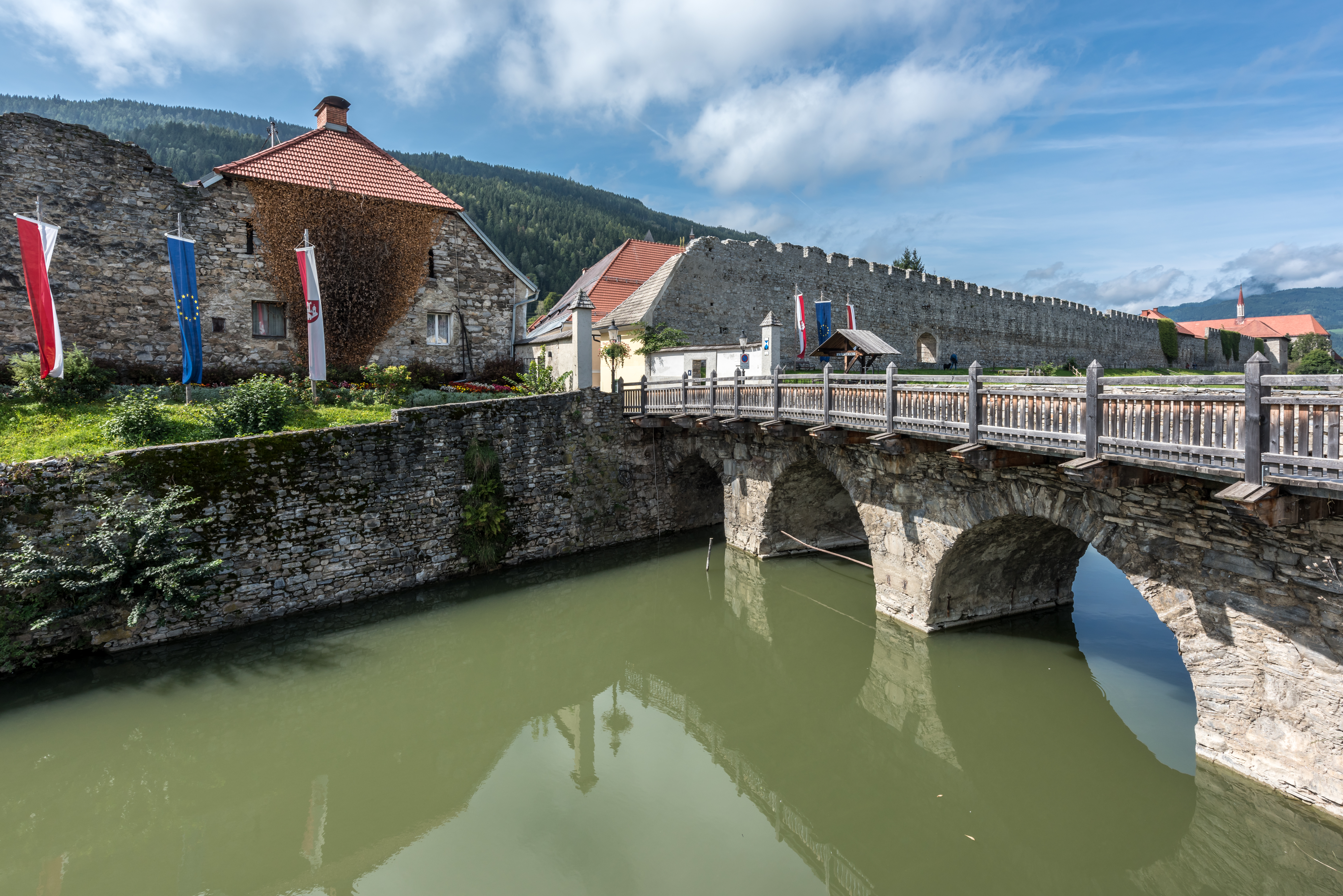
Les
anciennes fortifications de la ville

Friesach est située dans le nord de la Carinthie, près de la frontière avec la Styrie. Elle est entourée de montagnes des Alpes de Gurktal.
Le territoire communal comprend les communes cadastrales de Friesach, St. Salvator et Zeltschach avec 43 villages et hameaux.

## Histoire

Un tableau datant de 1500-1512 dans l'église de Friesach

La vallée de Friesach était déjà peuplée au temps préhistorique. Une importante voie romaine se trouvait ici, enregistrée dans la table de Peutinger, qui reliait Aquilée, en passant par la ville de Virunum, en direction de Lauriacum (Enns). Au cours du sixième siècle, la région a été habitée par les Slaves et fait partie de la principauté de Carantanie. Le nom Friesach tire son origine dans la langue slave (dérivé de Breza, bouleau).
En 860, une propriété ad Friesah est cédée par Louis II de Germanie, roi de la Francie orientale, à l'archevêque Adalwin de Salzbourg - la première preuve documentaire du lieu. Pendant des siècles, la ville resta en possession des archevêques de Salzbourg et une exclave dans le duché de Carinthie.

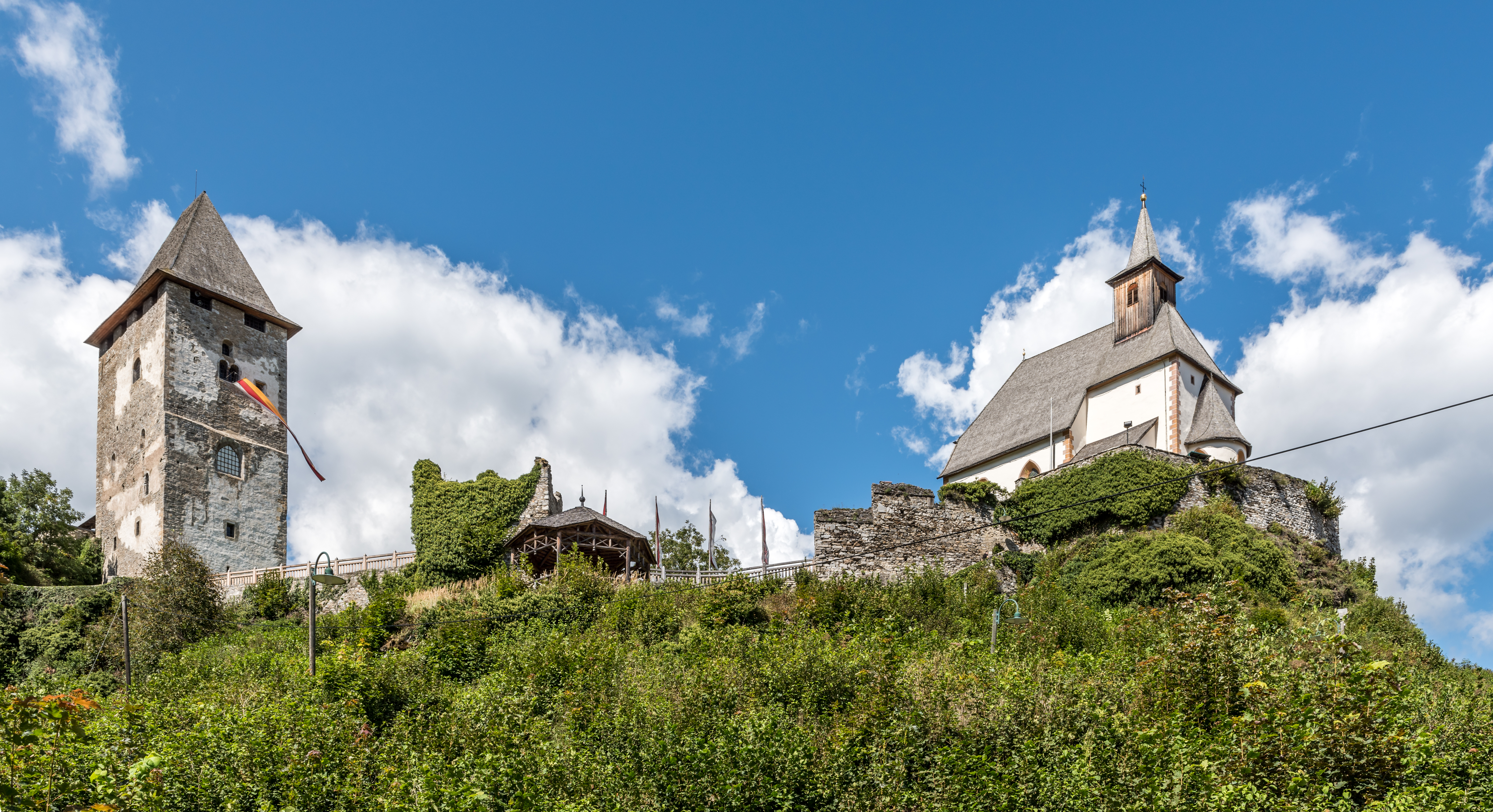
Le donjon de Petersberg et la chapelle Saint-Pierre

Autour de l'année 1076, pendant la querelle des Investitures, les archevêques comme partisans fidèles du pape Grégoire VII ont fait construire le château fort de Petersberg pour bloquer l'itinéraire à travers les Alpes de l'Est. En 1124, la ville de Friesach est assiégée en vain par le duc Engelbert II de Carinthie. Le roi Conrad III faisant escale ici lors de son retour de la deuxième croisade en 1149. Son successeur, Frédéric Barberousse, occupa le château en 1170, à la suite du conflit militaire avec l'archevêque Adalbert III de Salzbourg et le pape Alexandre III. En 1192, Richard Cœur de Lion, roi d'Angleterre, a passé par Friesach, fuyant les persécuteurs du duc Léopold V d'Autriche.
Un privilège de réaliser un marché a concédé déjà par le roi Conrad II vers l'an 1024. Du fait de sa situation sur la route commerciale entre Venise et Vienne, Friesach est devenue un centre commercial important et a reçu sa reconnaissance officielle en tant que ville en 1215. Plus tard, elle a fait l'objet de violents affrontements entre l'archevêché de Salzbourg et les forces d'Albert Ier de Habsbourg.
Au XIXe siècle, la ville historique devient une station touristique et un lieu de la villégiature (Sommerfrische). Un chantier médiéval de construction historique d'un château fort, sur le modèle de Guédelon, a débuté en 2009.

## Personnages célèbres
- Josef Bucher (né 1965), politicien ;
- Robert Stadlober (né 1982), acteur et musicien ;
- Andreas Gabalier (né 1984), musicien ;
- Nicole Schmidhofer (née en 1989), skieuse alpine.

## Jumelages
La ville de Friesach est jumelée avec :
- Cormons (Italie)
- Bad Griesbach im Rottal (Allemagne)